# Tuberculefferia spiniventris
Tuberculefferia spiniventris là một loài ruồi trong họ Asilidae. Tuberculefferia spiniventris được Hine miêu tả năm 1919. Loài này phân bố ở vùng Tân Bắc giới.